# Iamyou
iamyou — український музичний гурт з Києва, який виконує меланхолійний експериментальний альтернативний рок, що поєднує елементи інді-року, інді-попу, тріп-хопу, нойзу та індастріалу.

## Історія гурту

### Створення
Передумовою створення колективу стало знайомство Moody Spot та Євгена Подкопаєва в місті Ніжин, що на Чернігівщині. Після довготривалого періоду творчих пошуків та неодноразових змін у складі гурту, в 2010 році Moody Spot познайомився з Мартою Ковальчук, яка, невдовзі, приєдналася до колективу в якості вокалістки. В цей же час гурт остаточно визначився з назвою. Ці події й стали точкою відліку офіційного існування iamyou.
У липні 2010 року у Вінниці iamyou записали свої перші демо у складі: Марта Ковальчук – вокал, Moody Spot – гітара, програмування, Євген Подкопаєв – бас, Андрій Зінченко – клавішні, баян, Сергій Ігнатов – ударні.

### Forest
Впродовж 2010-11 років музиканти записали декілька синглів, активно виступали у київських клубах, відвідали з концертом Полтаву та працювали над матеріалом для першого офіційного міні-альбому.
13 грудня 2011 року на своїх сторінках у соціальних мережах iamyou розмістили міні-альбом «Forest», що став першою частиною концептуальної трилогії. Його презентації було проведено в Києві, Вінниці, Чернігові та Ніжині.
У травні 2012 року на своєму YouTube каналі гурт розмістив відеокліп на пісню «I Can I Can’t», який було відзнято у співпраці з молодим київським оператором Олександром Никоновичем.

### Частина друга
Восени 2012 року iamyou розпочали роботу над матеріалом для другого міні-альбому. В цей же час всі музиканти остаточно переїхали до Києва. Це стало причиною того, що Сергій Ігнатов залишив гурт. Як наслідок – створення та запис нового матеріалу відбувалися без участі ударника, що суттєво вплинуло на зміни у звучанні гурту. Лише наприкінці роботи над новим матеріалом до iamyou приєднався Михайло Кушнарьов та взяв участь у записі однієї пісні.
11 вересня 2013 iamyou оприлюднили свій другий міні-альбом – «Частина друга», до якого, на відміну від англомовного «Forest», увійшли пісні українською мовою. Міні-альбом отримав схвальні відгуки у музичній спільноті та ЗМІ, за версією сайту Open.ua [Архівовано 27 червня 2020 у Wayback Machine.] він увійшов до 10-ти кращих альбомів 2013 року, а «Молоде радіо [Архівовано 20 лютого 2010 у Wayback Machine.]» назвало «Частину другу» кращим альбомом у категорії «електроніка року».
Після релізу другого міні-альбому, Андрій Зінченко припинив брати участь у виступах гурту, а пізніше, остаточно залишив його склад.
В березні 2014 року iamyou презентували свій другий кліп на пісню «Німий птах», створений молодим режисером з Казахстану Яном Логіновим. Відомий український журналіст Майкл Щур відзначив дану відео-роботу у своєму особистому «суб'єктивному хіт-параді української музики», віддавши їй друге місце. Пізніше, ця ж пісня увійшла до фірмової компіляції лейблу ІншаМузика – «Ре:еволюція III» і до переліку пісень, які представляють Україну, опублікованого виданням «Українська правда».
У вересні 2014 року iamyou виступали на головній сцені ГогольFest, закриваючи перший день фестивалю.
В 2015 році гурт помітно знизив концертну активність та анонсував вихід третього міні-альбому – заключної частини трилогії. Але, незважаючи на це, влітку та восени iamyou виступали на різноманітних культурних заходах та фестивалях, зокрема на ГогольFest, Green fest [Архівовано 31 липня 2020 у Wayback Machine.], Арт пікніку Слави Фролової та шоу-кейсі Koktebel Jazz Festival.

### Змістовно різні
04 липня 2016 року гурт оголосив реліз свого третього міні-альбому – «Змістовно різні», що став завершальною частиною концептуальної трилогії, започаткованої в 2011 році. Не зважаючи на оголошений реліз, платівку оприлюднено не було. Впродовж тривалого часу «Змістовно різні» можна було почути, лише, якщо особисто попросити когось з учасників гурту, у вільному доступі вона опинилася лише 10 жовтня 2016 року. Однією з основних відмінностей третього міньйону стала співпраця з іншими музикантами, зокрема, на платівці можна почути Євгена Тимчика (Septa [Архівовано 3 серпня 2020 у Wayback Machine.], The Nietzsche [Архівовано 24 лютого 2019 у Wayback Machine.]), Катерину Павленко (Go-A) та Анастасію Осипенко (НастяЗникає). На пісню «Архітектор» було випущено третій кліп гурту, відзнятий, так само як і попередній, Яном Логіновим.
Преса та музичні оглядачі зустріли платівку схвально. Українські музичні видання «Karabas.Live [Архівовано 22 квітня 2020 у Wayback Machine.]», «Muzmapa [Архівовано 8 серпня 2020 у Wayback Machine.]», «Liroom [Архівовано 10 травня 2020 у Wayback Machine.]» та британське «Louder Than War [Архівовано 29 червня 2020 у Wayback Machine.]» включили «Змістовно різні» у свої списки кращих українських альбомів 2016 року ,,,.
В серпні 2016 року гурт з новою програмою виступив у Чорноморську на Koktebel Jazz Festival. Але, після ще одного виступу в Одесі у вересні 2016 року, припинив будь-яку активність.

### Сьогодення
У 2017 році музичний оглядач «Karabas.Live [Архівовано 22 квітня 2020 у Wayback Machine.]» включив другий міні-альбом iamyou «Частина друга» до списку ста вітчизняних альбомів, які суттєво вплинули на хід сучасної музичної історії України .
У 2019 році «Частина друга» увійшла до списку 50-ти найкращих українських альбомів 2010-х , за версією музично-оглядового сайту «Слух [Архівовано 17 червня 2020 у Wayback Machine.]».
15 вересня 2022 року на сторінках гурту в соціальних мережах з’явилася інформація про реліз синглу mymanisdead, та було опубліковано посилання на стрімінгові платформи, де його можна послухати та завантажити . Сингл став переосмисленням пісні deadman 2010 року. Текст і музику пісні було актуалізовано до подій, які відбувалися в країні після широкомасштабного військового вторгнення РФ в Україну.
На сьогодні, інформації про подальші творчі плани iamyou немає. Останнє спільне фото у соціальних мережах з’явилося у квітні 2018 року.
Фронтвумен гурту Марта Ковальчук відзначилася співпрацею з іншими українськими гуртами та виконавцями, зокрема, з 5 Vymir , Panivalkova, Христиною Соловій та Олександром Положинським

## Склад
- Марта Ковальчук - вокал, бас, гітара, синтезатори, контрабас
- Moody Spot - гітара, синтезатори
- Євген Подкопаєв - бас, синтезатори, кларнет
- Михайло Кушнарьов - ударні

## Дискографія
- Deadman (сингл) – 2010
- Blood (сингл) – 2011
- Forest (міні-альбом) – 2011
- Частина друга (міні-альбом) – 2013
- Змістовно різні (міні-альбом) - 2016
- mymanisdead  (сингл) – 2022

## Відеокліпи
| Назва         | Рік виходу |
| ------------- | ---------- |
| I Can I Can't | 2012       |
| Німий птах    | 2014       |
| Архітектор    | 2016       |